# Bahnstrecke Portland Preble Street–Portland Union Station
| Gesellschaft: | Guilford             |                               |                               |
| Streckenlänge: | ca. 1 km             |                               |                               |
| Spurweite: | 1435 mm (Normalspur) |                               |                               |
| |                      |                               |                               |
| Gleise: | 1                    |                               |                               |
| \| \| \| \| \| \| \| \| ehem. Verbindungsbahn zur GTR \| \| \| \| \| Portland ME Preble Street \| \| \| \| \| ehem. Strecke nach Rochester \| \| \| \| \| \| \| \| \| \| Strecke von Rockland \| \| \| \| \| Portland Union Station \| \| \| \| \| Strecke zur Commercial Street \| \| |                      |                               |                               |
| |                      |                               |                               |
| Strecke (außer Betrieb) |                      | ehem. Verbindungsbahn zur GTR | ehem. Verbindungsbahn zur GTR |
| Bahnhof (Strecke außer Betrieb) |                      | Portland ME Preble Street     | Portland ME Preble Street     |
| Abzweig geradeaus und nach rechts (Strecke außer Betrieb) |                      | ehem. Strecke nach Rochester  | ehem. Strecke nach Rochester  |
| Strecke (außer Betrieb) |                      |                               |                               |
| Abzweig ehemals geradeaus und von rechts |                      | Strecke von Rockland          | Strecke von Rockland          |
| ehemaliger Bahnhof |                      | Portland Union Station        | Portland Union Station        |
| Strecke |                      | Strecke zur Commercial Street | Strecke zur Commercial Street |

Die Bahnstrecke Portland Preble Street–Portland Union Station ist eine Eisenbahnstrecke in Maine (Vereinigte Staaten). Sie ist rund einen Kilometer lang. Die normalspurige Strecke ist stillgelegt.

## Geschichte
Der Endbahnhof der Portland and Rochester Railroad in Portland lag im Norden der Stadt. 1888 wurde ein neuer Hauptbahnhof, die Portland Union Station eröffnet. Da auch die Portland&Rochester ihre Personenzüge in den neuen Hauptbahnhof einführen wollte, baute sie 1891 eine kurze Verbindungsstrecke von ihrem Endbahnhof zur Union Station. Die Personenzüge fuhren in den Bahnhof Preble Street ein und fuhren dann rückwärts in den Hauptbahnhof ein. Bereits von 1851 bis 1861 hatte es eine Verbindungsstrecke zwischen dem Bahnhof Preble Street und der Hauptstrecke, an der später der Hauptbahnhof entstand, gegeben. Diese folgte jedoch einer anderen Trasse.
1900 übernahm die Boston and Maine Railroad die Portland&Rochester und die Verbindungsbahn wurde der Portland Terminal Company übergeben, die zum Teil der Boston&Maine gehörte. Der umständliche Umweg über Preble Street entfiel, als 1911 der Abschnitt zwischen Deering Junction und dem Abzweig der Verbindungsbahn stillgelegt wurde und die Personenzüge fortan die Strecke der Maine Central Railroad zwischen Deering Junction und Union Station mitbenutzten. Gleichzeitig endete auch der Personenverkehr auf der Verbindungsbahn. Mit Übernahme der Portland Terminal Company und der Boston&Maine durch die Guilford Transportation im Jahre 1983 wechselte auch der Betreiber der Bahnstrecke. Die Guilford Transportation legte die Strecke zusammen mit dem Güterbahnhof Preble Street etwa 2000 still. Pläne der Stadt sehen vor, das Gelände der Bahnstrecke zu erwerben und die Trasse in einen Rad- und Fußweg umzubauen.

## Streckenbeschreibung
Die Strecke zweigt westlich des Bahnhofs Preble Street von der heute völlig überbauten Strecke der Portland&Rochester ab und führt nach Südwesten. Sie verläuft am nördlichen Rand des Deering-Oaks-Parks und direkt neben der Interstate 295. Kurz nach der Unterquerung der Deering Avenue biegt die Trasse nach Süden ab und mündet in das Gelände des früheren Hauptbahnhofs. Die Gleisverbindungen zur Hauptstrecke wurden mittlerweile entfernt, ebenso wie einige Bahnübergänge.